# Jeannetta Arnette
Jeannetta Arnette (Washington, 29 luglio 1954) è un'attrice statunitense specializzata in ruoli televisivi.
Ha esordito al cinema nel 1977 con il film indipendente d'exploitation Teenage Graffiti. È tra i protagonisti della serie statunitense Segni particolari: genio, dove ha interpretato il personaggio di Bernadette Meara, e del film TV Airport '90, ispirato all'incidente del Volo Air Florida 90.

## Filmografia parziale

### Cinema
- Teenage Graffiti, regia di Christopher G. Casler (1977)
- Ragazze nel pallone (Ladybugs),[1] regia di Sidney J. Furie (1992)
- Boys Don't Cry,[2] regia di Kimberly Peirce (1999)
- Un sogno per domani (Pay It Forward), regia di Mimi Leder (2000)
- The Prime Gig, regia di Gregory Mosher (2000)
- Wake (film 2010) (Beneath the Dark), regia di Chad Feehan (2010)
- Beautiful Girl, regia di Stevie Long (2014)

### Televisione
- Il nuovo mondo (Brave New World), regia di Burt Brinckerhoff – film TV (1980)
- Airport '90 (Flight 90: Disaster on the Potomac), regia di Robert Michael Lewis – film TV (1984)
- Segni particolari: genio (Head of the Class) – serie TV, episodi 111 (1986-1991)
- Star Trek: Deep Space Nine – serie TV, episodio 6x09 (1997)
- So Notorious – serie TV, 5 episodi (2006)
- Fringe - serie TV, 1 episodio (2010)
- The Mentalist - serie TV, 1 episodio (2012)
- Extant – serie TV, 6 episodi (2014)

## Doppiatrici italiane
Nelle versioni in italiano delle opere in cui ha recitato, Jeannetta Arnette è stata doppiata da:
- Pinella Dragani in Segni particolari: genio (1ª voce)
- Liliana Sorrentino in Segni particolari: genio (2ª voce)
- Franca D'Amato in Criminal Minds
- Antonella Baldini in Cold Case - Delitti irrisolti
- Antonella Giannini in The Mentalist
- Melina Martello in Perception